# Östra Förstadsgatan

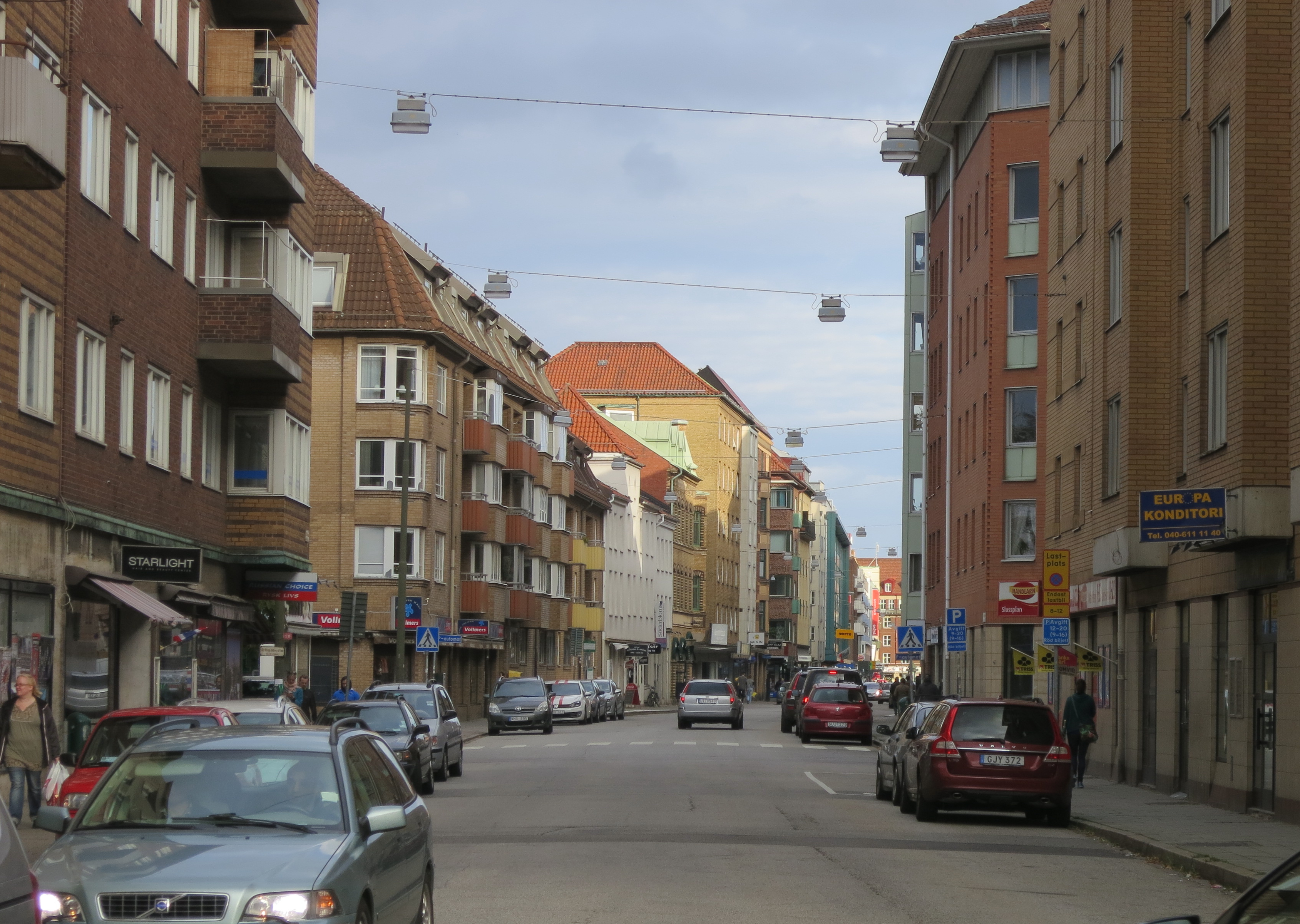
Östra Förstadsgatan 2014

Östra Förstadsgatan är ett av staden Malmös äldsta trafikstråk.
Östra Förstadsgatan har alltsedan staden Malmö anlades på 1200-talet varit en viktig utfartsled mot Lund. På den tiden var den endast en grusväg vilket anlagts uppe på den låga sandrevel som löpte mellan nuvarande Drottningtorget och Värnhemstorget. Utmed sandrevelns södra strand låg Rörsjön och utmed den norra Öresund. I dag är dessa vattenmarker helt utfyllda och bebyggda.
Östra Förstadsgatan börjar vid Schougens bro (fram till 1938 officiellt Östra infartsbron), uppkallad efter en handelsman som på 1800-talet ägde en handelgård invid bron. Invid bron låg också vid gatans södra sida ”Ön Malta”, gatans enda trevåningsbyggnad vid denna tid. Det var byggmästaren J. Tullberg som på 1830-talet bekostat huset medan murmästaren Sven Cronberg uppförde byggnaden.
Strax intill ön Malta låg den stora fabrikstomten för Malmö Porslinsfabrik. På motstående norra sida låg Tändsticksfabriken. Dessa två industrier var verksamma under 1800-talets senare hälft. 
Längre österut utmed Östra Förstadsgatan södra sida låg på 1700-talet en större tomt med stora byggnader. Detta var det statliga bränneriet, Östra Förstadens första fabriksetablering. Anläggningen låg mellan nuvarande Porslinsgatan och Fredriksbergsgatan. Gatan har sitt namn efter det värdshus och förlustelseställe Fredriksberg som köpmannen Fredrik Löhr 1869 öppnade här.
År 1903 beskrevs i en tidningsinsändare Östra Förstadsgatan på följande sätt:
| ” | ”Detta är en gammal ganska intressant gata. Den visar ännu, huru af en landsväg blifver en storstads hufvudgata. Alla dessa små hus äro byggda ute på landet. Den ene hade sin stuga upptill landsvägen, den andre byggde några meter derifrån, allt efter tycke och smak, och så småningom blef landsvägen en bygata med en liten tvärgata här och där. Det var ett stort steg framåt, och ändå större var det till gatans beläggning med tuktad sten. Men så kommer den stora trafiken, gatan är för smal – bort med alltsammans, bort med de små manshöga stugorna! Ja det kan nu icke hjelpas. Det pittoreska måste vika för nödvändigheten” | „ |

Namnet Östra Förstadsgatan tillkom 1871 (tidigare var adressen Östra Förstaden). Den började trafikeras av spårvagnar 1890, ursprungligen hästdragna, från 1906 elektriska (trafiken nedlagd 1964).